# Renata Zarazúa
Renata Zarazúa (ur. 30 września 1997 w Meksyku) – meksykańska tenisistka.

## Kariera tenisowa
Dotychczas zwyciężyła w sześciu singlowych i siedemnastu deblowych turniejach rangi ITF. 25 listopada 2024 roku zajmowała najwyższe miejsce w rankingu singlowym WTA Tour – 51. pozycję, natomiast 8 października 2018 osiągnęła najwyższą pozycję w rankingu deblowym – 135. miejsce.
Tenisistka reprezentowała swój kraj w rozgrywkach Pucharu Billie Jean King.

## Finały turniejów WTA 125
| Legenda                   | Legenda |
| ------------------------- | ------- |
| Wielki Szlem              |         |
| Igrzyska olimpijskie      |         |
| WTA Tour Championships    |         |
| od 2021                   |         |
| WTA 1000 (obowiązkowe)    |         |
| WTA 1000 (nieobowiązkowe) |         |
| WTA 500                   |         |
| WTA 250                   |         |
| WTA 125                   |         |

### Gra pojedyncza 3 (2–1)
| Końcowy wynik | Nr | Data              | Turniej    | Nawierzchnia | Przeciwniczka   | Wynik finału  |
| ------------- | -- | ----------------- | ---------- | ------------ | --------------- | ------------- |
| Finalistka    | 1. | 8 sierpnia 2021   | Concord    | Twarda       | Magdalena Fręch | 3:6, 6:7(4)   |
| Zwyciężczyni  | 1. | 10 grudnia 2023   | Montevideo | Ceglana      | Diane Parry     | 7:5, 3:6, 6:4 |
| Zwyciężczyni  | 2. | 24 listopada 2024 | Charleston | Twarda       | Hanna Chang     | 6:1, 7:6(4)   |

### Gra podwójna 3 (1–2)
| Końcowy wynik | Nr | Data            | Turniej         | Nawierzchnia | Partnerka          | Przeciwniczki                        | Wynik finału   |
| ------------- | -- | --------------- | --------------- | ------------ | ------------------ | ------------------------------------ | -------------- |
| Zwyciężczyni  | 1. | 25 lutego 2024  | Puerto Vallarta | Twarda       | Iryna Szymanowicz  | Angelica Moratelli Camilla Rosatello | 6:2, 7:6(1)    |
| Finalistka    | 1. | 8 czerwca 2024  | Bari            | Ceglana      | Angelica Moratelli | Irina Chromaczowa Anna Danilina      | 1:6, 3:6       |
| Finalistka    | 2. | 16 czerwca 2024 | Walencja        | Ceglana      | Angelica Moratelli | Katarzyna Piter Fanny Stollár        | 1:6, 6:4, 8–10 |

## Finały turniejów ITF
| turnieje z pulą nagród 100 000 $ (W100) |
| turnieje z pulą nagród 80 000 $ (W80)   |
| turnieje z pulą nagród 60 000 $ (W75)   |
| turnieje z pulą nagród 40 000 $ (W50)   |
| turnieje z pulą nagród 25 000 $ (W35)   |
| turnieje z pulą nagród 15 000 $ (W15)   |
| turnieje z pulą nagród 10 000 $         |

### Gra pojedyncza 17 (6–17)
| Rezultat     |     | Data       | Turniej             | ($)     | Naw.    | Przeciwniczka             | Wynik            |
| Finalistka   | 1.  | 20/10/2013 | Quintana Roo        | 10 000  | twarda  | Denise Muresan            | 4:6, 1:6         |
| Finalistka   | 2.  | 27/10/2013 | Quintana Roo        | 10 000  | twarda  | Ashley Weinhold           | 3:6, 6:4, 5:7    |
| Zwyciężczyni | 1.  | 03/04/2016 | León                | 10 000  | Twarda  | Ana Sofía Sánchez         | 2:6, 6:3, 6:2    |
| Zwyciężczyni | 2.  | 29/05/2016 | La Bisbal d’Empordà | 10 000  | Ceglana | Irene Burillo Escorihuela | 6:7(3), 6:1, 6:4 |
| Finalistka   | 3.  | 09/07/2017 | Getxo               | 25 000  | Ceglana | Mihaela Buzărnescu        | 0:6, 3:6         |
| Finalistka   | 4.  | 15/07/2017 | Turyn               | 25 000  | Ceglana | Deborah Chiesa            | 3:6, 6:2, 5:7    |
| Finalistka   | 5.  | 22/10/2017 | Pula                | 25 000  | Ceglana | Polona Hercog             | 4:6, 1:6         |
| Finalistka   | 6.  | 13/09/2020 | Praga               | 25 000  | Ceglana | Jana Čepelová             | 4:6, 6:7(4)      |
| Finalistka   | 7.  | 08/01/2023 | Malibu              | 25 000  | Twarda  | Jamie Loeb                | 4:6, 1:6         |
| Zwyciężczyni | 3.  | 22/01/2023 | Boca Raton          | 25 000  | Ceglana | Lulu Sun                  | 6:2, 7:5         |
| Finalistka   | 8.  | 21/05/2023 | Pelham              | 60 000  | Twarda  | Weronika Mirosznyczenko   | 6:7(5), 2:6      |
| Zwyciężczyni | 4.  | 06/07/2023 | Lexington           | 60 000  | Twarda  | Caroline Dolehide         | 1:6, 7:6(4), 7:5 |
| Finalistka   | 9.  | 01/10/2023 | Templeton           | 60 000  | Twarda  | Taylor Townsend           | 3:6, 1:6         |
| Finalistka   | 10. | 18/08/2024 | Cary                | 100 000 | Twarda  | Nuria Párrizas Díaz       | 3:6, 6:3, 6:7(2) |
| Zwyciężczyni | 5.  | 29/09/2024 | Templeton           | 60 000  | Twarda  | Usue Maitane Arconada     | 6:4, 6:3         |
| Zwyciężczyni | 6.  | 27/10/2024 | Tyler               | 100 000 | Twarda  | Iva Jovic                 | 6:4, 6:2         |
| Finalistka   | 11. | 20/04/2025 | Madryt              | 100 000 | Ceglana | Majar Szarif              | 3:6, 4:6         |

### Gra podwójna 27 (17–10)
| Rezultat     |     | Data       | Turniej               | ($)       | Naw.    | Partnerka                   | Przeciwniczki                         | Wynik             |
| Zwyciężczyni | 1.  | 06/12/2014 | Mérida                | 25 000+H  | Twarda  | Tatjana Maria               | Jan Abaza Hsu Chieh-yu                | 7:6(1), 6:1       |
| Zwyciężczyni | 2.  | 13/12/2014 | Mérida                | 25 000+H  | Twarda  | Tatjana Maria               | Andrea Gámiz Walerija Sawinych        | 6:4, 6:1          |
| Finalistka   | 1.  | 24/04/2015 | Guadalajara           | 15 000    | Twarda  | Maria Fernanda Alves        | Laura Pigossi Marcela Zacarías        | 1:6, 2:6          |
| Zwyciężczyni | 3.  | 13/06/2015 | Charlotte             | 10 000    | Ceglana | Maria Fernanda Alves        | Lauren Herring Ellen Perez            | 6:4, 6:7(6), 10–8 |
| Zwyciężczyni | 4.  | 20/06/2015 | Manzanillo            | 10 000    | Twarda  | Zoë Gwen Scandalis          | Bárbara Gatica Stephanie Petit        | 6:1, 6:2          |
| Zwyciężczyni | 5.  | 18/10/2015 | Rock Hill             | 25 000    | Twarda  | Ema Burgić Bucko            | Elica Kostowa Florencia Molinero      | 7:5, 6:2          |
| Zwyciężczyni | 6.  | 04/12/2015 | Santiago              | 25 000    | Ceglana | Victoria Rodríguez          | Florencia Molinero Laura Pigossi      | 6:2, 5:7, 10–7    |
| Zwyciężczyni | 7.  | 02/04/2016 | León                  | 10 000    | Twarda  | Chanel Simmonds             | Sabastiani Leon Nazari Urbina         | 6:0, 6:2          |
| Finalistka   | 2.  | 14/05/2016 | Naples                | 25 000    | Ceglana | Sophie Chang                | Gabriela Cé Justyna Jegiołka          | 1:6, 2:6          |
| Zwyciężczyni | 8.  | 03/06/2016 | Madryt                | 10 000    | Ceglana | Marcela Zacarías            | Andrea Raaholt Jasmina Tinjić         | 6:4, 6:4          |
| Finalistka   | 3.  | 17/09/2016 | Lubbock               | 25 000    | Twarda  | Ema Burgić Bucko            | Emina Bektas Catherine Harrison       | 3:6, 4:6          |
| Finalistka   | 4.  | 12/11/2016 | Waco                  | 50 000    | Twarda  | Mihaela Buzărnescu          | Michaëlla Krajicek Taylor Townsend    | walkower          |
| Zwyciężczyni | 9.  | 28/01/2017 | Wesley Chapel         | 25 000    | Ceglana | Chanel Simmonds             | Elizabeth Halbauer Sofia Kenin        | 6:2, 7:6(5)       |
| Finalistka   | 5.  | 16/04/2017 | Indian Harbour Beach  | 80 000    | Ceglana | Laura Pigossi               | Kristie Ahn Quinn Gleason             | 3:6, 2:6          |
| Finalistka   | 6.  | 19/05/2017 | La Bisbal d'Empordà   | 25 000    | Ceglana | Jaqueline Cristian          | Olesia Pierwuszyna Wałerija Strachowa | 5:7, 2:6          |
| Zwyciężczyni | 10. | 23/06/2017 | Ystad                 | 25 000    | Ceglana | Walentina Iwachnienko       | Quirine Lemoine Eva Wacanno           | 6:3, 3:6, 10–5    |
| Zwyciężczyni | 11. | 13/10/2017 | Sewilla               | 25 000    | Ceglana | Luisa Stefani               | Estrella Cabeza Candela Andrea Gámiz  | 7:6(2), 7:6(3)    |
| Zwyciężczyni | 12. | 03/11/2017 | Sant Cugat del Vallès | 25 000    | Ceglana | Luisa Stefani               | Olga Danilović Guiomar Maristany      | 6:1, 6:4          |
| Zwyciężczyni | 13. | 07/07/2018 | Rzym                  | 60 000+H  | Ceglana | Laura Pigossi               | Anastasia Grymalska Giorgia Marchetti | 6:1, 4:6, 13–11   |
| Zwyciężczyni | 14. | 28/07/2018 | Ashland               | 60 000    | Twarda  | Jovana Jakšić               | Sanaz Marand Whitney Osuigwe          | 6:3, 5:7, 10–4    |
| Finalistka   | 7.  | 29/09/2018 | Walencja              | 60 000+H  | Ceglana | Walendini Gramatikopulu     | Irina Chromaczowa Nina Stojanović     | 1:6, 4:6          |
| Finalistka   | 8.  | 03/11/2018 | Sant Cugat del Vallès | 25 000    | Ceglana | Andreea Roșca               | Miriam Bulgaru Nicoleta Dascălu       | 1:6, 6:4, 7–10    |
| Zwyciężczyni | 15. | 25/10/2019 | Cúcuta                | 25 000    | Ceglana | Carolina Alves              | Emiliana Arango Victoria Bosio        | 6:1, krecz        |
| Finalistka   | 9.  | 16/11/2019 | Orlando               | 25 000    | Ceglana | Carolina Alves              | Katharine Fahey Stephanie Wagner      | 6:4, 2:6, 7–10    |
| Zwyciężczyni | 16. | 14/05/2022 | La Bisbal d’Empordà   | 100 000+H | Ceglana | Victoria Jiménez Kasintseva | Olivia Nicholls Alicia Barnett        | 6:4, 2:6, 10–8    |
| Finalistka   | 10. | 21/01/2023 | Boca Raton            | 25 000    | Ceglana | Kayla Cross                 | Tiphanie Fiquet Ashley Lahey          | 6:4, 1:6, 4–10    |
| Zwyciężczyni | 17. | 22/07/2023 | Granby                | 100 000+H | Twarda  | Marcela Zacarías            | Carmen Corley Ivana Corley            | 6:3, 6:3          |